# Gizzeria
Gizzeria är en ort och kommun i provinsen Catanzaro i regionen Kalabrien i Italien. Kommunen hade 5 248 invånare (2018).